# Cratere Kumba
Kumba  è un cratere sulla superficie di Venere.